# Grün-Weiß Brauweiler
Grün-Weiß Brauweiler (offiziell: SV Grün-Weiß Brauweiler 1961 e. V.) ist ein Fußballverein aus dem Pulheimer Stadtteil Brauweiler im Rhein-Erft-Kreis. Der Verein wurde im Jahre 1961 gegründet und hat die Vereinsfarben grün und weiß. Heimspielstätte ist der Abteisportpark.
Bekannt wurde der Verein durch seine Frauenfußballmannschaft, die einmal deutscher Meister und dreimal DFB-Pokalsieger wurde. Am 1. Juni 2000 wurde die Abteilung als FFC Brauweiler Pulheim ausgegliedert, der dann am 1. Juli 2009 dem 1. FC Köln beitrat und seitdem dessen Frauenfußballabteilung bildet. Im Jahre 2014 wurde bei Grün-Weiß Brauweiler eine neue Abteilung für Frauenfußball gegründet.
Die erste Männermannschaft spielt seit dem Aufstieg im Jahre 2024 in der Landesliga Mittelrhein.

## Frauenfußball
| Saisondaten | Saisondaten              | Saisondaten | Saisondaten | Saisondaten | Saisondaten |
| Saison      | Liga                     | Platz       | Tore        | Punkte      |             |
| ----------- | ------------------------ | ----------- | ----------- | ----------- | ----------- |
| 1977/78     | Verbandsliga Mittelrhein | 08.         | 28:58       | 14:30       |             |
| 1978/79     | Verbandsliga Mittelrhein | 11.         | 18:45       | 10:30       |             |
| 1979/80     | Landesliga Mittelrhein   | 01.         | unbekannt   | unbekannt   |             |
| 1980/81     | Verbandsliga Mittelrhein | 09.         | 27:55       | 15:31       |             |
| 1981/82     | Verbandsliga Mittelrhein | 05.         | 24:42       | 19:21       |             |
| 1982/83     | Verbandsliga Mittelrhein | 09.         | 18:40       | 15:29       |             |
| 1983/84     | Verbandsliga Mittelrhein | 07.         | 30:35       | 17:23       |             |
| 1984/85     | Verbandsliga Mittelrhein | 04.         | 39:38       | 22:18       |             |
| 1985/86     | Regionalliga West        | 12.         | 26:67       | 09:35       |             |
| 1986/87     | Verbandsliga Mittelrhein | 01.         | 70:20       | 37:03       |             |
| 1987/88     | Regionalliga West        | 09.         | 19:45       | 12:28       |             |
| 1988/89     | Regionalliga West        | 03.         | 51:24       | 32:12       |             |
| 1989/90     | Regionalliga West        | 04.         | 51:17       | 28:12       |             |
| 1990/91     | Regionalliga West        | 01.         | 62:11       | 38:06       |             |
|             | Aufstiegsrunde           | 01.         | 14:08       | 09:03       |             |
| 1991/92     | Bundesliga Nord          | 02.         | 51:13       | 30:10       |             |
| 1992/93     | Bundesliga Nord          | 02.         | 45:10       | 28:08       |             |
| 1993/94     | Bundesliga Nord          | 02.         | 66:09       | 31:05       |             |
| 1994/95     | Bundesliga Nord          | 01.         | 77:09       | 34:02       |             |
| 1995/96     | Bundesliga Nord          | 01.         | 60:17       | 48          |             |
| 1996/97     | Bundesliga Nord          | 01.         | 59:12       | 47          |             |
| 1997/98     | Bundesliga               | 04.         | 35:28       | 39          |             |
| 1998/99     | Bundesliga               | 09.         | 29:51       | 23          |             |
| 1999/00     | Bundesliga               | 05.         | 50:30       | 39          |             |

### Die historische Abteilung
1974 gründete Thomas Meyer eine Trainingsgemeinschaft, aus der die Frauenmannschaft von Grün-Weiß Brauweiler hervorging. Meyer sollte in den folgenden fast 20 Jahren die Mannschaft trainieren, die von Anfang an in der Verbandsliga Mittelrhein, damals die höchste Spielklasse, spielte. In der Saison 1978/79 musste der Verein den Abstieg hinnehmen, schaffte aber den sofortigen Wiederaufstieg. Im Jahre 1985 gehörten die Grün-Weißen zu den Gründungsmitgliedern der Regionalliga West, der ersten landesverbandsübergreifenden Spielklasse in Deutschland. Allerdings stiegen die Brauweilerinnen als Tabellenletzter der Debütsaison 1985/86 ab, schafften aber den direkten Wiederaufstieg. In der Saison 1989/90 verpasste die Mannschaft die Qualifikation für die neu geschaffene Bundesliga nur knapp.
Dafür gewannen die Grün-Weißen in der folgenden Saison 1990/91 ungeschlagen die Meisterschaft und setzten sich in der Aufstiegsrunde zur Bundesliga gemeinsam mit Tennis Borussia Berlin gegen den STV Lövenich und den TV Jahn Delmenhorst durch. Darüber hinaus sorgten die Brauweilerinnen im DFB-Pokal 1990/91 für Furore, als die Grün-Weißen auf dem Weg ins Finale gleich drei Bundesligisten ausschalteten und im Finale den amtierenden deutschen Meister TSV Siegen mit 1:0 besiegte. Michaela Kubat sorgte für das Tor des Tages. In der folgenden Bundesligasaison 1991/92 erreichten die Brauweilerinnen auf Anhieb das Endspiel, welches jedoch mit 0:2 gegen den TSV Siegen verloren wurde. Im Sommer 1993 übergab Thomas Meyer nach fast 20 Jahren das Traineramt an Friedhelm Fröhlich. Gleich in seiner ersten Saison gewannen die Grün-Weiß zum zweiten Mal den DFB-Pokal durch einen 2:1-Sieg über den TSV Siegen. Andrea Klein und Bettina Wiegmann erzielten dabei die Tore für ihre Mannschaft. Die Siegenerinnen revanchierten sich jedoch im Endspiel der Bundesliga mit einem 1:0-Sieg im Brauweiler Stadion vor 2600 Zuschauern. In der Saison 1994/95 reichte es erneut nur zur Vizemeisterschaft, nachdem das Endspiel im eigenen Stadion vor 1500 Zuschauern mit 0:2 gegen den FSV Frankfurt verloren wurde.
Im Sommer 1996 übernahm Hans-Jürgen Tritschoks das Traineramt in Brauweiler und führte das Team zur ersten Meisterschaft. Im Endspiel der Saison 1996/97 konnten sich die Grün-Weißen im Elfmeterschießen gegen den FC Rumeln-Kaldenhausen durchsetzen. Patricia Menge erzielte kurz vor Ende der Verlängerung den Ausgleich, bevor ihr Team im Elfmeterschießen vom Fehlversuch der Rumelnerin Daniela Arndt profitierte. Darüber hinaus sicherten sich die Brauweilerinnen in der Saison das Double. Das Endspiel um den DFB-Pokal 1996/97 wurde gegen den FC Eintracht Rheine mit 3:0 gewonnen. Die Tore erzielten Claudia Klein, Sonja Fuss und Carmen Holinka. Ab der Saison 1997/98 wurde die bislang zweigleisige Bundesliga ein eingleisige Spielklasse fortgeführt. Für den Verein wurde es zunehmend schwieriger, in der höchsten Spielklasse mithalten zu können, zumal zahlreiche Leistungsträgerinnen den Verein verließen. Mit einer stark verjüngten Mannschaft konnte in der Saison 1998/99 die Klasse nur knapp gehalten werden. Am 1. Juni 2000 spaltete sich die Frauenfußballabteilung von Grün-Weiß Brauweiler vom Stammverein ab und gründeten mit dem FFC Brauweiler Pulheim einen eigenständigen Verein.

### Erfolge
| - Deutscher Meister: 1997 - Deutscher Vizemeister: 1992, 1994, 1995 - Meister der Bundesliga-Nord: 1995, 1996, 1997 - Meister der Regionalliga West: 1991 | - DFB-Pokal-Sieger: 1991, 1994, 1997 - DFB-Pokal-Finalist: 1993 - DFB-Supercup-Sieger: 1994, 1997 - DFB-Hallenpokal-Sieger: 1994 (inoffiziell) |

### Persönlichkeiten
Grün-Weiß Brauweiler stellte zahlreiche Nationalspielerinnen:
- Annamária Agócs
- Anouschka Bernhard
- Sonja Fuss
- Manuela Goller
- Claudia Klein
- Michaela Kubat
- Ursula Lohn
- Tünde Nagy
- Silke Rottenberg
- Kerstin Wasems
- Bettina Wiegmann

Weitere Spielerinnen von Grün-Weiß Brauweiler:
- Sonja Bleibler
- Nicole Brandebusemeyer
- Ursula Gertheinrich
- Gudrun Gottschlich
- Carmen Holinka
- Andrea Klein
- Anja Koser
- Carmen Lieth
- Gyöngyi Lovász
- Patricia Menge
- Navina Omilade
- Elke Richter
- Natascha Schwind
- Tina Theune
- Petra Vidmar

### Die heutige Abteilung
Im Jahre 2014 wurde eine neue Abteilung für Frauenfußball gegründet. Die erste Mannschaft startete in der Kreisliga A und konnte bereits zwei Jahre später in die Bezirksliga aufsteigen. Zwei Aufstiege in Folge brachten die Brauweilerinnen im Jahre 2019 in die Verbandsliga Mittelrhein. 2019 wurde auch eine zweite Damen-Mannschaft gegründet. Darüber hinaus erreichten die Grün-Weißen das Endspiel um den Niederrheinpokal 2019, welches allerdings gegen den SC Fortuna Köln mit 0:2 verloren wurde. In der folgenden Verbandsligasaison 2019/20 lagen die Grün-Weißen nach der Hälfte der Saison auf dem dritten Platz, ehe die Spielzeit wegen der COVID-19-Pandemie zunächst abgebrochen und dann annulliert wurde. Nach dem Ende der Pandemie konnte die Mannschaft nicht mehr diese Leistungen anknüpfen. Im Jahre 2023 stiegen die Brauweilerinnen aus der Verbandsliga ab und wurden in der folgenden Landesligasaison 2023/24 in die Bezirksliga durchgereicht.
Mit Nadine Thal war von 2019 bis 2021 eine ehemalige Bundesligaspielerin für Brauweiler aktiv.

## Männerfußball

### Geschichte
Die Männer von Grün-Weiß Brauweiler erreichten im Jahre 2005 nach zwei Aufstiegen in Folge erstmals die Landesliga Mittelrhein. Nach einem vierten Platz in der Saison 2007/08 folgten zwei Abstiege in Folge, die den Club wieder in die Kreisliga A führten. Im Jahre 2014 gelang der Aufstieg in die Bezirksliga, dem vier Jahre später der zweite Aufstieg in die Landesliga folgte. Die Brauweiler Männer konnten sich bis 2023 in der Landesliga halten, ehe es wieder zurück in die Bezirksliga ging. Dort gelang in der Saison 2023/24 der direkte Wiederaufstieg.

### Erfolge
- Aufstieg in die Landesliga Mittelrhein: 2005, 2018, 2024
- Aufstieg in die Bezirksliga Mittelrhein: 2004, 2014

### Persönlichkeiten
- Noel Calışkan
- Daniel Engelbrecht
- Thomas Kessler
- Jules Schwadorf
- Florian Wirtz

## Stadion
Die Heimspiele von Grün-Weiß Brauweiler werden im Abtei-Sportpark ausgetragen. Das Stadion bietet Platz für 3000 Zuschauer. Es wird auf Naturrasen gespielt. Darüber hinaus gibt es den 4500 Zuschauer fassenden Platz 2, wo auf Kunstrasen gespielt wird, der wiederum von einer Leichtathletik-Laufbahn umgeben ist. Beide Plätze befinden sich in der Nähe des Abtei-Gymnasiums, welches nach der Abtei Brauweiler benannt wurde, aber in keinem kirchlichen Zusammenhang steht.